# Mosonmagyaróvár (stacja kolejowa)
Mosonmagyaróvár (węg. Mosonmagyaróvár vasútállomás) – stacja kolejowa w Mosonmagyaróvárze, w komitacie Győr-Moson-Sopron, na Węgrzech.
Stacja znajduje się na ważnej linii 1 Budapest–Hegyeshalom–Rajka i obsługuje pociągi wszystkich kategorii w tym Railjet, EuroCity i EuroNight. Tutaj ma swój początek linia 98 Szerencs – Hidasnémeti.

## Linie kolejowe
- Linia 1 Budapest–Hegyeshalom–Rajka